# Elaphria georgei
Elaphria georgei är en fjärilsart som beskrevs av Moore och Rawson 1939. Elaphria georgei ingår i släktet Elaphria och familjen nattflyn. Inga underarter finns listade i Catalogue of Life.